# Bruine eikenbastmineermot
De bruine eikenbastmineermot, ook wel bruine bastmineermot genoemd, (Zimmermannia longicaudella) is een vlinder uit de familie van de dwergmineermotten (Nepticulidae). De wetenschappelijke naam is voor het eerst voorgesteld als Ectoedemia longicaudella door Josef Wilhelm Klimesch in een publicatie uit 1953.

## Verspreiding
De bruine eikenbastmineermot komt voor in vrijwel geheel Europa en in Turkije.
In Nederland is deze soort zeer zeldzaam.

## Waardplanten
De rups leeft op Quercus robur (Fagaceae).